# Günther Schwab
Pour les articles homonymes, voir Schwab.
Ne doit pas être confondu avec Gustav Schwab.
Œuvres principales
- La Danse avec le Diable (1958)

Compléments
- Fondateur de l'Union mondiale pour la protection de la vie (WUPL), 1958

Günther Schwab (né le 7 octobre 1904 à Prague, mort le 12 avril 2006 à Salzbourg) est un écrivain, essayiste, scénariste, environnementaliste et conservateur autrichien.
Günther Schwab est surtout connu pour être le fondateur de l'ONG de l'Union mondiale pour la protection de la vie, et l'auteur de Der Tanz mit dem Teufel (La Danse avec le diable), roman visionnaire et engagé empreint des idées écologistes, vitalistes, hygiénistes, malthusiennes et spencéristes de son auteur, publié en 1958.

## Biographie
Günther Schwab grandit à Prague, dans une famille de marchands. Après la Première Guerre mondiale, en 1918, sa famille déménage à Vienne. Il obtient son diplôme d'une école de commerce, comme le voulait sa famille, puis travaille brièvement en tant que fonctionnaire bancaire. Grâce au Dr Günther Schlesinger, référent autrichien sur la protection de la nature, Günther Schwab participe plus activement à cette cause. En raison de son amour pour la nature, il étudie ensuite la sylviculture et entre rapidement, en 1923, à l'Inspectorat des Eaux et Forêts. Il voyage ensuite à l'étranger pendant 7 ans (Italie, Espagne, France, Corse, Algérie, Maroc, Allemagne et Pologne).
En 1930, il revient en Autriche et travaille en tant que garde forestier en Basse-Autriche et en Styrie.
Le 1er octobre 1930, il devient membre du Parti nazi puis devient membre de la SA en 1931, dans laquelle il est lieutenant (« SA-Sturmführer »).
En 1935, il publie son premier roman Aventures près du fleuve (Mensch ohne Volk) dans la série de livres de culture allemande puis est publié en 1939 par la maison centrale d'édition du NSDAP (Franz-Eher-Verlag (en)).
Le 3 novembre 1941, Schwab est appelé dans la Wehrmacht et combat jusqu'en 1945 comme lieutenant de réserve sur le front de l'Est. Il retournera en Autriche fin mai 1945.

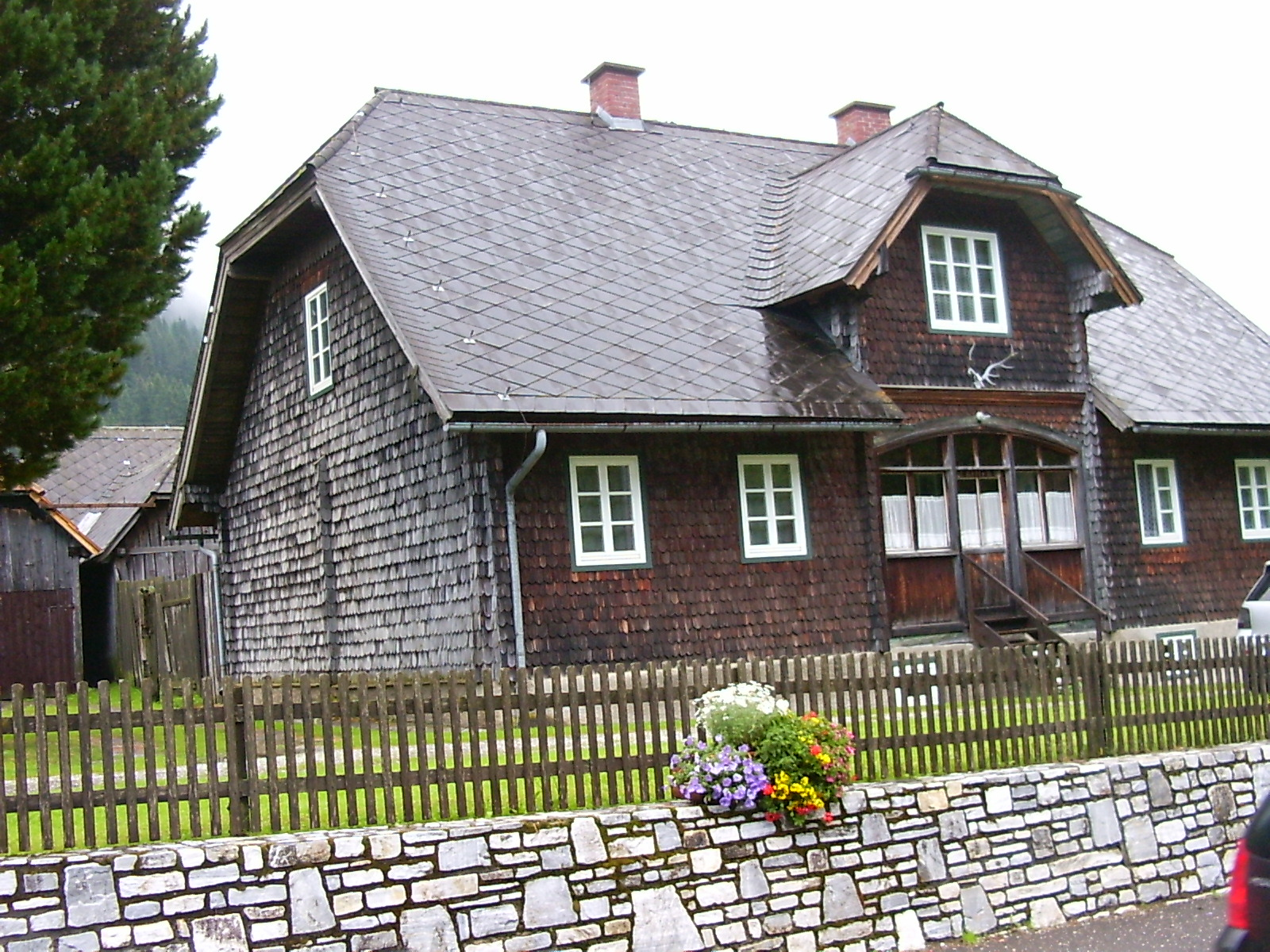
résidence de Günther Schwab, à Pusterwald (Styrie, Autriche)

À partir de 1951, il est invité à écrire un article pour l'office allemand de Protection de la Nature. Ce qu'il découvre en préparant cet article l'impressionne tellement qu'il décide d'y consacrer un livre. Il s'installe alors à Salzbourg et, pendant quatre ans, consulte plusieurs centaines d'ouvrages scientifiques et techniques et décide de rassembler les conclusions alarmantes des experts,. Il prend conscience que la nouvelle société consumériste des années 1950 menace de détruire tout ce qu'il aime : la campagne avec tous ses habitants, la solitude des régions naturelles et la faune sauvage telle qu'il la connaissait jusqu'alors. Sa prise de conscience est telle qu'il craint une menace pour l'humanité elle-même. Il abandonne par la suite sa profession et dédie sa vie à l'écriture.
En 1958, Günther Schwab fonde l’Union Mondiale pour la Sauvegarde de la Vie (World Union for Saving of Life ou Weltbund zur Rettung des Lebens (WRL)) avec Linus Pauling (prix Nobel de chimie et prix Nobel de la paix) comme président d'honneur du conseil. En 1963, l'ONG sera renommée en Union Mondiale pour la Protection de la Vie (World Union for Protection of Life ou Weltbund zum Schutze des Lebens (WSL)) et dotée d'un conseil scientifique regroupant 400 savants de 53 pays, dont 40 prix Nobel. L'institution remettra notamment, le 17 juin 1979, la médaille « Hans Adalbert Schweigart » au zoologiste Konrad Lorenz (prix Nobel de physiologie ou médecine) pour ses travaux sur la biologie du comportement, ainsi qu'au docteur français André Gernez pour ses travaux sur la « théorie unifiée du cancer ». Günther Schwab écrira alors à André Gernez : « Cette médaille est destinée à reconnaître des travaux d’une importance particulière pour la protection de la vie. Il nous est apparu que c’est justement le cas pour vos travaux sur la prévention systématique et le traitement curatif séquentiel du cancer que vous avez proposés dans une série de communications en 1968 et 1970 »,. Günther Schwab terminera également son allocution du 17 juin 1979 en soulignant « l'importance exceptionnelle de [ses] travaux ». L'information ne sera que peu relayée par la presse française,.
En 1968, Schwab publie, en Allemagne, Le Diable t'emportera demain (Morgen holt dich der Teufel) qui sera publié en France, en 1975, sous le nom Les Centrales Atomiques du Diable.
Günther Schwab a également participé à l'écriture du scénario de L'Écho des montagnes centré sur les paysages autrichiens et le besoin de protection des biotopes contre l'industrialisation moderne. Réalisé en 1954 en collaboration avec Friedrich Schreyvogl et Fred Solm (de), le film réunit un casting constitué de Erik Frey, Anita Gutwell (de), Rudolf Lenz (de), Karl Ehmann (en) et Hermann Erhardt (de). Avec 22 millions de spectateurs, le film est devenu l'un des plus gros succès du box office de l'Allemagne de l'Est.
Il écrit également le scénario du film Wer die Heimat liebt (de) (ou Das Heilige Erbe), également coréalisé avec Fred Solm. Sorti en 1957, avec des rôles principaux occupés par Hermann Erhardt, Olga von Togni (de), Willy Rösner (de) et Eduard Köck (de), ce film est également engagé pour la protection de la nature et des animaux et met en garde contre la destruction irréfléchie de la flore et de la faune.
En 2004, à l'occasion de son 100e anniversaire, Schwab se voit remettre la Croix d'honneur autrichienne des Sciences et Art (en) par la dirigeante du Länder de Salzbourg, Gabi Burgstaller (SPÖ), pour célébrer son dévouement et son amour pour la Nature.
Günther Schwab décède le 12 avril 2006, à Salzbourg (Autriche), à l'âge de 101 ans.

## Travail littéraire

### La Danse avec le Diable
De manière à publier et vulgariser ses craintes, Günther Schwab écrit La Danse avec le Diable qu'il terminera en 1958. Le livre se présente comme un roman policier, étayé de documentations et de faits richement documentés,,,, percutants,, fiables,,, et exhaustifs, principalement situés entre 1954 et 1958. L'ouvrage, visionnaire et précurseur dans le courant de l'écologie politique,, aborde les facteurs de décadence et les dommages environnementaux causés par l'homme et l'industrie moderne aux dépens de la Nature et des valeurs morales,. Il évoque également l'explosion démographique et prédit que cette dernière explosion mènera, à terme, l'homme à sa perte. Cette théorie illustre les idéologies de l'auteur issues du malthusianisme, du néomalthusianisme voire du darwinisme social.
Le récit est basé sur le mythe de Faust (popularisé par Goethe) où un journaliste américain (Bob Harding), un technicien allemand (Alfred Groot), une jeune docteur française (Françoise Duclarc) et un poète suédois (Sten Stolpe) rencontrent Belzébuth, le diable en personne, homme d'affaires devenu le « Prince de ce Monde »,. Ce dernier présentera ses différents collaborateurs responsables de leur domaine respectif, tel que :
« Le manuscrit original [de La Danse avec le Diable] comportait plus de 1000 pages. Devant cet énorme ouvrage, l'éditeur allemand demanda à l'auteur de condenser et de couper, pour réduire son livre de moitié. C'est ce livre, déjà réduit à 500 pages, à la demande de l'éditeur allemand, qui parvint un jour sur le bureau d'un éditeur parisien. Devant les frais à engager, l'éditeur français demanda à son tour au traducteur de le réduire à 300 pages seulement. L'ouvrage ainsi réduit parut en France, en juillet 1963, également sous le titre de La Danse avec le Diable. Cependant, l'accueil fait à cet ouvrage, tant à l'étranger qu'en France (il est [...] traduit en sept langues) et la gravité sans cesse croissante de la situation dénoncée par l'auteur, ont incité les éditeurs à publier ce qui ne l'avait pas encore été jusqu'alors. En 1959, l'éditeur allemand fit donc paraitre en un deuxième volume une importante partie des 500 pages du manuscrit original qui n'avait pu être publiée. Cet ouvrage fut intitulé : La Cuisine du Diable [...].
Devant l'accueil du public français, les Éditions de la Colombe ont décidé de publier ultérieurement en un troisième volume les 200 pages de l'édition allemande de la Danse avec le Diable qui furent exclues de l'édition française - augmentées d'un texte dénonçant certains trafics, texte que l'éditeur allemand craignit de publier, à cause des révélations qu'il contient. Ce troisième ouvrage sera intitulé : Les Dernières Cartes du Diable. »,.
Il dénonce, dans cet ouvrage, de manière documentée et factuelle les lobbies, conflits d'intérêts et délits d'ingérences entre politiques, industries et organismes financiers. Il y dénonce notamment les entreprises DuPont, Vickers, Krupp, Imperial Chemical Industries, Hotchkiss, Dynamit-Nobel, Schneider-Creusot, Armstrong, Škoda, l'organisme financier Dillon, Read & Co. ainsi que les personnalités publiques de Basil Zaharoff, J. P. Morgan, Cassel, Rothschild, les lords Balfour, Sandhurst, Kitchener, etc.
Curieusement, bien que La Danse avec le Diable soit sur le marché, certaines librairies en ont nié l'existence. Le livre a été traduit en sept langues ; la version allemande a été publiée en 1958, la version anglaise en 1963, la première version française en 1963 également, puis a été rééditée en 1969, 1975 et 2010.
« Sollicité d'écrire une préface pour La Cuisine du Diable, le Dr Albert Schweitzer qui avait déjà lu La Danse avec le Diable avec un grand intérêt répondit : « Ces deux livres n'ont pas besoin de préface. Ils nous disent une vérité avec laquelle nous devons faire connaissance. » ».

### Désambiguations homonymiques
À noter que l'ouvrage La Danse avec le Diable ne doit pas être confondu avec les ouvrages homonymes de Kirk Douglas et de Pierre Salva, ni avec les ouvrages de Daniel Lacotte, Valerie Wilson Wesley ou encore Christophe Sémont.
Aussi, La Danse avec le Diable - Der Tanz mit dem Teufel en allemand - ne doit pas être confondu avec le téléfilm Der Tanz mit dem Teufel sorti en 2001 et réalisé par Peter Keglevic (voir enlèvement de Richard Oetker).
Par ailleurs, La Cuisine du Diable ne doit pas être confondu avec la bande dessinée La Cuisine du Diable, de la série Mélusine, réalisée par Clarke et François Gilson, ni avec la série de bande dessinée du même nom, réalisée par Karl T. et Damien Marie. L'ouvrage ne doit pas non plus être confondu avec les œuvres homonymes de François-Albert Viallet, Don Smith, Frédérique Ganzl ou encore Christian Desplat, ni avec les ouvrages d'Alain Germain ou de Poppy Z. Brite.
Aussi, l'ouvrage Grimoire seitanique de Brian Manowitz (Vegan Black Metal Chef (en)), parfois surnommé La Cuisine du Diable,, n'a aucun lien avec l'ouvrage de Günther Schwab.
Enfin, l'ouvrage La Cuisine du Diable n'a aucun rapport avec le quartier New-Yorkais Hell's Kitchen, ni avec des grottes françaises ou américaines dont le nom fait référence au diable.

### Travail avec Jean Choisel
En 1963, La Danse avec le Diable sera traduit par Jean Choisel (1921-2001) et publié par les Éditions de la Colombe / Éditions du Vieux Colombier (5 rue Rousselet, Paris 7e).
Par ailleurs, en 1964, dans l'appendice de La Cuisine du Diable, l'éditeur (La Colombe) indique : « Au reproche de pessimisme qui [était] quelquefois adressé [aux] livres de G. Schwab, malgré l'objectivité toute scientifique dont ils font preuve, Jean Choisel, introducteur en France et premier traducteur de l’œuvre de G. Schwab, a voulu répondre dans un ouvrage intitulé : L'Avenir de notre évolution. ». L'ouvrage L'Avenir de notre évolution sera réédité en 2017. Dans cet ouvrage, la préface sera signée par le Dr Marcel Martiny, professeur à l'Ecole d'anthropologie et président de l'Institut métapsychique international. Ce dernier évoquera, dès ses premiers mots, « l'œuvre magistrale » de Günther Schwab. Par ailleurs, Jean Choisel soulignera, dans son ouvrage, la grande qualité de La Danse avec le Diable de Schwab tout en ajoutant que « ce livre est une illustration et une démonstration comme il ne pouvait y en avoir de plus claire de la justesse de l'explication centrale de toute l'œuvre d'O. E. Bernhardt », et en précisant que si « [il a] voulu traduire cet ouvrage, c'est surtout parce que ce livre de Günther Schwab apporte une caution scientifique sérieuse aux graves accusations que porte Abd-ru-Shin contre le comportement des êtres humains [...]. Le livre de Günther Schwab vient justifier, sur le plan purement terrestre et scientifique, la rigueur des reproches et des accusations d'Abd-ru-Shin. ».
Aussi, en 1968, Jean Choisel signera l'introduction et la postface de l'ouvrage Les Dernières Cartes du Diable.
Choisel débutera, en 1971, le premier chapitre de son livre Le grand virage : Crise, mutation et renouveau de notre évolution en évoquant sa traduction de La Danse avec le Diable. L'ouvrage Le grand virage : Crise, mutation et renouveau de notre évolution sera également réédité en 2017.
En 1972, Choisel réalisera l'adaptation française et signera l'introduction de Mallona Der Untergang des Asteroiden-Planeten (Mallona, La planète explosée) de Leopold Engel. Il y conseillera, dans les notes de traduction, les ouvrages de Günther Schwab. L'ouvrage Mallona, La planète explosée sera, lui aussi, réédité en 2017. Choisel fera également allusion à Schwab dans son ouvrage Les Pèlerins du cosmos : profondeur du symbolisme évangélique (réédité en 2019).
De plus, en 1973, il dédiera son ouvrage Les Racines du mal : causes profondes de la folie suicidaire de l'humanité ainsi : « À mon Ami Günther Schwab dont les livres m'ont ouvert les yeux sur la voie qu'il me fallait prendre pour amener le lecteur Dans la Lumière de la Vérité. ». L'ouvrage Les Racines du mal : causes profondes de la folie suicidaire de l'humanité sera, encore une fois, réédité en 2017. À son tour, Günther Schwab signera la préface de l'ouvrage Les Racines du mal : causes profondes de la folie suicidaire de l'humanité de Jean Choisel avec ces mots : « C'est à la suite de la publication en France de La Danse avec le Diable, en 1963, que je fis à Paris la connaissance de son traducteur Jean Choisel, et qu'aussitôt nous devînmes amis. ».
Enfin, en 1984, dans son ouvrage Le Christ assassiné ou l'avenir du Christianisme, Jean Choisel évoquera ses importantes difficultés, au début des années 1960, à faire publier l'ouvrage La Danse avec le Diable, notamment auprès des Éditions Flammarion. Il indiquera qu'il finira par publier l'ouvrage par souscription et à compte d'auteur. Il évoquera également les préceptes et principes de simplicité volontaire (ou « sobriété heureuse ») préconisés par Günther Schwab avec la citation suivante : « La plus grande richesse réside dans la pauvreté des besoins. ». L'ouvrage Le Christ assassiné ou l'avenir du Christianisme sera réédité en 2019.

### Critiques
Dans son ouvrage Histoire de l'écologie politique : Comment la gauche a redécouvert la nature, Jean Jacob présente Günther Schwab comme développant des thèses proches de Edward Goldsmith et de Gordon Rattray Taylor (de). Il précise également que : « La Danse avec le Diable constitue un épais ouvrage de vulgarisation écologique (la bibliographie comporte une cinquantaine d'auteurs parmi lesquels on remarque Roger Heim, Fairfield Osborn mais aussi Albert Schweitzer ou Alexis Carrel...). »
Et d'ajouter : « Dans le fond, La Danse avec le Diable est remarquablement informé et témoigne d'une incontestable maîtrise des questions écologiques. Toutes les pollutions ou menaces qui affectent aujourd'hui le monde y figurent déjà (empoisonnement de l'air, du sol, gaspillage et pollution de l'eau, érosions, sécheresses, dangers nucléaire, risque d'une explosion démographique...). ».
Par rapport à ses thèses malthusiennes, Schwab est également rapproché de Paul Ehrlich (La Bombe P), de Herbert Gruhl (The plundering of a planet (de)) puis, plus tard, en 1972, du rapport Halte à la croissance ? du Club de Rome (rapport Meadows),,.
Concernant les alertes par rapport à la déforestation, à l’usage des insecticides et à l'évolution de la population, les messages de Günther Schwab sont également assimilés à ceux des conservateurs Erich Hornsmann (de), Anton Metternich (de) et Reinhard Demoll (de). Ses convictions sont également liées à celles de Bodo Manstein (de) concernant les dangers du nucléaire et des désastres environnementaux ainsi qu'à celles du naturaliste Jean Dorst,.
De manière générale, Günther Schwab est fréquemment rapproché de la biologiste américaine Rachel Carson,,,,,. En 1973, Franz Foulon évoque les ouvrages de Rachel Carson et Günther Schwab comme représentant « en matière de pollution du milieu vital de l'homme, ce qu'il y a de plus édifiant dans la bibliographie des dix dernières années » et de poursuivre en présentant l'oeuvre de Günther Schwab comme constituant « un réquisitoire impitoyable contre la civilisation du profit et des désordres qu'elle crée. ».
Schwab est parfois considéré comme l'auteur ayant poussé « au plus loin la critique naturiste du progrès [et ce] dans une perspective clairement réactionnaire ».

## Engagements et militantisme

### Engagement environnemental et sanitaire
Günther Schwab s'est avéré être relativement clairvoyant quand, à l'âge de 50 ans, il a tenu une conférence avec le titre La catastrophe a déjà commencé, à l'Audimax de Vienne, en 1954. Il s'est également montré visionnaire dans l'évocation de la pollution des eaux et des sols (engrais, herbicides, pesticides, fongicides et insecticides chimiques), de la qualité de la nourriture (colorants, conservateurs, additifs alimentaires, exhausteurs de goût et édulcorants), du nucléaire (essais, usages militaires ou civils, traitement des déchets...) qui sont, 50 ans plus tard, toujours de réels sujets d'actualité et font l'objet de restriction, voire d'interdiction.
Il dénoncera, par exemple, dans La Danse avec le Diable (Der Tanz mit dem Teufel, 1958), la « Montrose Chemical Company » et le DDT (4 ans avant la publication du livre Printemps silencieux de Rachel Carson), interdit aux États-Unis en 1972. Il dénoncera également le HCH, interdit en France en 1998, l'E605, interdit en Europe depuis 2001 et le bromure de méthyle, interdit en Europe depuis 2011.
Il dénoncera également la saccharine, controversée mais actuellement commercialisée avec une mise en garde pour la santé, depuis 2000 aux États-Unis, ainsi que le salpêtre (E252), classé « certainement cancérigène » par l'ARTAC (Association pour la Recherche Thérapeutique Anti-Cancéreuse) en 2010-2011 et « probablement cancérigènes » par le CIRC (Centre International de Recherche sur le Cancer).
Il accusera de même le P-4000, interdit aux États-Unis par la FDA ; le borax, dont les sels de bore sont classés toxiques pour la reproduction (catégorie 2) depuis 2008 et l'hexamine (E239), autorisé dans l'Union européenne, mais interdit aux États-Unis, Russie, Australie et Nouvelle-Zélande.

### Engagement moral et politique
Dans Les Dernières Cartes du Diable, Günther Schwab se livre à une critique de l'entreprise DuPont, via Stiff, le Démon spécialiste de la mort atomique, Démon de l'atome et chef de service de la fission atomique : « C'est la plus puissante entreprise chimique du monde. Cette firme a fourni presque la moitié de la poudre à canon pendant la Première Guerre mondiale. [...] Au début de la Seconde Guerre mondiale, Du Pont était le plus gros fournisseur de munitions du monde. [...] La puissance du trust est gigantesque et pratiquement incontrôlable. Malgré les accusations que le Président Truman a fait porter à six reprises par la procureur général contre Du Pont et 128 membre de sa famille, 11 tribunaux, 7 cours d'appel, et la Cour suprême n'ont pas réussi à briser la puissance du trust Du Pont ». Tout en ajoutant : « La première fabrique de bombes atomiques du monde a été construite par le grand trust d'armement américain Du Pont. ».
De plus, Schwab personnifie Basil Zaharoff dans le personnage de Basile,, Démon de la guerre, inspirateur des trafiquants d'armes, des fauteurs de guerre et des Maitres de forge. Ce dernier se targue de sa réussite dans l'industrie de l'armement : « Lorsque la mort des peuples est en jeu, aucun prix n'est trop élevé! Afin de mieux comprendre, voici quelques chiffres relatifs à la Première Guerre mondiale. Cette guerre a rapporté à mon ami John Pierpont Morgan [J. P. Morgan], le grand banquier de l'Entente, 800 millions de marks-or. [...] Le trust d'armement britannique Vickers a élevé le capital de ses actions de 270 millions de DM [...] De même chez Dynamit-Nobel, les bénéfices ont pris des proportions fabuleuses. Hotchkiss, la fabrique française de mitrailleuses, a tiré 1 354% d’intérêt de son capital. ».

### Engagement contre l'industrie agroalimentaire
Dans son ouvrage La Danse avec le Diable, et à plus forte raison dans son ouvrage La Cuisine du Diable (traduit par Germaine Claretie et publié en 1964), Schwab dénonce la nourriture industrielle appauvrie, peu nutritive, raffinée (sucre, farine, sel, céréales, huiles, etc.), riche en conservateurs et additifs alimentaires et dangereuses pour la santé. Il se place en tant que fervent défenseur de la paysannerie traditionnelle et fustige l'usage de la chimie (produit phytosanitaire) dans l'agriculture.
Par le biais de Murduscatu, contrôleur principal et premier conseiller du Diable, et de ses différents Démons, fiers de la dégradation et de l'empoissonnement alimentaire, Schwab dénonce l'alimentation moderne dénaturée, transformée artificiellement et chimiquement et non-adaptée à l'homme. Schwab préconise une alimentation saine, naturelle, brut, sans aucune altération, de préférence crue et une consommation plus basée sur l'instinct naturel.
Dans l'édition de 1968 de La Cuisine du Diable, aux Éditions Le Courrier du Livre, la première de couverture contient un bandeau, en bas de couverture, présentant une liste de différents produits chimiques (additifs alimentaires, pesticides, etc.) dont l'usage est controversé, limité voire interdit de nos jours, 50 ans après la publication de l'ouvrage.

### Engagement antinucléaire
Très engagé dans le mouvement antinucléaire, Günther Schwab écrit en 1968, Morgen holt dich der Teufel (littéralement « Le Diable t'emportera demain »).
Dans son ouvrage L'Homme en péril : une société de destruction ou une société de protection ?, publié en 1971, Michel Remy, cultivateur agrobiologiste et journaliste à La Vie claire, fait de nombreuses références à l'ensemble des ouvrages de Günther Schwab (La Danse avec le Diable : une interview fantastique, La Cuisine du Diable, Les Dernières Cartes du Diable ainsi que Révolte pour la vie). Il cite également un extrait de Morgen holt dich der Teufel (« Le Diable t'emportera demain ») qu'il traduira en français et publiera quatre ans plus tard, en 1975, sous le nom Les Centrales atomiques du Diable. Du nouveau, de l'inédit, de l'interdit sur la fission atomique "pacifique" par les Éditions de La Vie Claire (C.E.V.I.C.), dans le cadre de leur « Campagne 75 ».
Dans ce contexte, l'ouvrage Les Centrales atomiques du Diable se fait alors l'écho de l'ouvrage Campagne 75 de "La Vie Claire" : Péril mortel : Les Centrales nucléaires : le vrai problème de l'énergie : comment faire échec au programme nucléaire, publié par le collectif des Éditions de La Vie claire. Aussi, en page 15 de cette brochure distribuée gratuitement, une référence est faite à l'ouvrage Les centrales atomiques du Diable avec la note de bas de page suivante : « Nous ne saurions trop recommander la lecture de ce livre qui contient des révélations inédites et bouleversantes sur le danger des Centrales atomiques »,. Le périodique La Gueule ouverte indiquera que ce livre, « pour la première fois en France, expose clairement les données du programme [nucléaire] ».
Publiée en 1975, cette brochure évoque, notamment, l'accident de Windscale, survenu en 1957 et deuxième accident nucléaire en termes de gravité de l'époque, après la catastrophe nucléaire de Kychtym, survenue en 1957 également. En 2019, l'accident de Windscale reste le quatrième accident nucléaire le plus grave après Fukushima, Tchernobyl et Kychtym.
En 1968, lors de la première publication de son ouvrage Morgen holt dich der Teufel, Günther Schwab, et sa fondation Union mondiale pour la protection de la vie, font alors partie des précurseurs de campagnes contre les centrales d'énergie nucléaire.
Lors d'un entretien avec Georges Demaître, en 1974, Günther Schwab estime qu'« à la suite des recherches et des expériences dans le secteur nucléaire aux États-Unis, nous savons aujourd'hui que la construction et l'exploitation des usines nucléaires peuvent être considérées comme un crime contre l'humanité. ».
En 2018, dans un rapport de la série History of Nuclear Energy and Society (HoNESt) dirigée par le Dr Christian Forstner (de) de l'université d'Iéna, en Allemagne, Schwab est présenté comme l'une des premières personnes à alerter sur les dangers de l'énergie nucléaire en Allemagne et en Autriche. Aussi, son livre Les Centrales atomiques du Diable aura joué un rôle très important dans l'activisme de Peter Weish (en), ancien employé au sein de l'Austrian Institute of Technology (en) et leader du mouvement antinucléaire de Vienne.

### Autre engagement sanitaire (pollution sonore)
Schwab dénonce également le bruit omniprésent dans notre société moderne, notamment dans l'ouvrage Les Dernières Cartes du Diable. Ainsi, après avoir présenté la pollution sonore et les effets du bruit sur la santé, le personnage de Zolp, Démon de la fébrilité et du bruit, s'exprime de cette manière : « J'ai tendu aux hommes la drogue du bruit. Ils l'ont avalée et se sont intoxiqués. Le bruit tue l'esprit. Le bruit chasse le recueillement. Le bruit empêche le savoir. Le bruit dessèche le cœur et épuise le cerveau. Le bruit crée le vide dans l'homme. [...] Avec le bruit, j'ai profané tous les petits coins tranquilles de la campagne, j'ai même liquidé la légendaire paix du soir de la terre qui se prépare au sommeil. [...] La terre ne dort plus. Le bruit piétine l'âme de la campagne. ». Il est intéressant de rapprocher ces propos des nombreuses études récentes démontrant les méfaits du bruit sur la santé mais également de l'étude du bioacousticien américain Gordon Hempton (en) qui déclare que le silence à l'état pur (non affecté par l’anthropophonie (en)) aura disparu de la surface de la Terre en 2026,. En 2016, Gordon Hempton ne recensait qu'une cinquantaine de zones sur Terre à l'abri du bruit des hommes,.

## Conférences
Entre 1954 et 1977, Günther Schwab participera à de nombreuses conférences et congrès à travers l'Europe (France, Luxembourg, Autriche, Suisse, Allemagne, Belgique). Il interviendra aux cotés d'éminents politiques et scientifiques (par exemple, aux côtés d'Antoine Wehenkel, Werner Georg Haverbeck (de), Émile Krieps (en) et Armand Mergen (de), au Luxembourg, en 1974).

### Révolte pour la vie
L'ouvrage Révolte pour la vie retranscrit la conférence tenue par Günther Schwab, le 13 février 1969, à la Maison de la Mutualité, à Paris. Parmi les nombreuses personnalités du monde biopolitique, le professeur Jean Keilling (1903-2000), Membre de l’Académie d’Agriculture et président de l’Union française pour la protection de la vie, était présent.
Cette conférence fut organisée par les Éditions de La Vie Claire qui en publiera également la retransciption. Schwab adresse d'ailleurs son admiration pour le combat d'Henri-Charles Geffroy, créateur de la revue et des Éditions de La Vie Claire (les Éditions de La Vie Claire évolueront par la suite vers l'entreprise de distribution d'écoproduits et de produits biologiques La Vie claire). Schwab évoque notamment les procès essuyés par La Vie claire concernant sa campagne pour la restauration des qualités traditionnelles du pain et contre le pain blanc ; les adversaires industriels de La Vie claire réclamaient alors 30 millions de francs de dommages-intérêts.
Dans cette conférence, Günther Schwab évoque également la géoingénierie, thème peu présent dans ses œuvres et peu courant dans le début des années 1970. Il fait référence et cite notamment le Dr Alexis Carrel et le Dr François Bourlière ainsi que Charles Péguy, Mary Hays Weik (en), Alwin Seifert et Are Waerland (sv).
Il évoque notamment la catastrophe du Torrey Canyon, de 1967 (l'une des premières et des plus catastrophiques fortunes de mer), et les problèmes sanitaires dus aux mines d'uranium de la ville d'Elliot Lake (commission Ham (en)).

### Les centrales atomiques du Diable
Michel Remy tiendra une conférence à charge contre l'énergie nucléaire, le 14 mai 1975, à Paris, organisée par les éditions de La Vie Claire,. Cette conférence portera le même nom que le livre de Günther Schwab, traduit en français par Michel Remy, à savoir : Les centrales atomiques du Diable, paru quelques jours avant cette conférence. Cette dernière sera axée sur ce livre de Günther Schwab ainsi que sur la « Campagne 75 » de La Vie claire nommée : « Péril mortel : Les Centrales nucléaires : le vrai problème de l'énergie : comment faire échec au programme nucléaire ».
Dans la première partie de cette conférence, Michel Remy évoque le fait que la campagne de La Vie claire à charge contre le programme nucléaire devait être le sujet de la « Campagne 74 » (« Campagne 74 : Biologique... Naturel... Mythe ou réalité ? Les principaux mensonges téléguidés et leur réfutation ») plutôt que celui de la « Campagne 75 ». Finalement, face à l'actualité du nucléaire en France (contrat-programme CP1 engagé en 1974, essais nucléaires aériens à Moruroa et Fangataufa, etc.), les éditions de La Vie claire ont fait le choix de faire du nucléaire le sujet de la « Campagne 75 », pour prendre du recul sur le sujet et être plus pertinent.
Dans la deuxième partie de la conférence, Michel Remy fait référence au film Le Choc des mondes et à Hubert Reeves (notamment concernant un numéro de l'émission de télévision Les Dossiers de l'écran du 21 février 1975 où Hubert Reeves mentionne ses inquiétudes quant aux dangers, selon lui, de la maitrise technique). Michel Remy évoque également, durant cette conférence, la radioactivité artificielle, le ministre de l'industrie Michel d'Ornano, et le Dr Sicco Mansholt (préfacier du livre Les Centrales atomiques du Diable,).
Dans cette conférence, Michel Remy affirmera que le livre de Günther Schwab, Les Centrales atomiques du Diable, « constitue, à [s]on avis, l'arme la plus efficace que l'on puisse actuellement utiliser pour combattre la folie nucléaire », tout en soulignant le sérieux du travail de l'auteur, en mentionnant une bibliographie de fin d'ouvrage de plus de 10 pages et de plus de 175 références scientifiques.

### L'énergie nucléaire, fin de l'humanité?
En 1976, Günther Schwab réalise plusieurs conférences en France (Nancy, Rouen, Paris, Lyon, Nice, Marseille) sur le thème du nucléaire ; sa conférence s'intitule L'énergie nucléaire, fin de l'humanité ?. Cette conférence aura été présentée par Schwab dans plusieurs pays européens : Autriche, Suisse, Allemagne, Belgique et Luxembourg. À la fin de chaque conférence, il dédicace son livre Les Centrales Atomiques du Diable.
Les conférences françaises sont organisées par La Vie claire et la conférence du 12 mai 1976, à Paris, sera enregistrée sur cassette audio. Cette conférence débutera par une présentation de Günther Schwab par Michel Remy, traducteur français du livre Les Centrales Atomiques du Diable. Durant cette présentation, Michel Remy reprendra, de mémoire, une citation de Louis Armand, qui affirmait que La Danse avec le Diable était « un contrepoison pour les excès de la technique actuelle. »,.
Dans cette conférence à charge contre l'énergie nucléaire, Günther Schwab fait notamment référence à Edward Teller (nommé « le père de la bombe H »), Hannes Alfvén (prix Nobel de physique en 1970), John Gofman et Arthur Tamplin (tous deux docteurs engagés dans l’alerte des dangers de l'énergie nucléaire ; le Dr Gofman sera, à partir de 1971, président du Committee for Nuclear Responsibility et recevra le « prix Nobel alternatif » pour ses travaux). Schwab évoque également l'ouvrage L'Escroquerie nucléaire, édité par l'ONG Les Amis de la Terre.
Il dénonce, entre autres, que, depuis 1945, l'industrie nucléaire a créé 234 éléments (radioisotopes) qui n'existaient pas auparavant dans la nature. Il cite, notamment, le strontium 90 (« qui se fixe dans les os »), le plutonium (« qui se fixe dans les tissus pulmonaires »), l'iode 131 (« que la glande thyroïde prend pour de l'iode ordinaire »), le phosphore 32, etc. Il affirmera, après environ 38 minutes de conférence : « Mesdames et Messieurs, depuis que j'ai pris la parole, 20 personnes - rien qu'en France - sont mortes du cancer. » Plus globalement, il dénonce la spéculation, l'hypocrisie, les impostures et la misanthropie (dans le sens littéral, contraire à la philanthropie) des industriels de l'énergie nucléaire.
Pour contrer la solution de l'énergie nucléaire, il propose les solutions de l'énergie solaire, géothermique, éolienne et magnétohydrodynamique.
Sur le sujet du nucléaire, Schwab tiendra d'autres conférences, comme au Palais des Congrès de Strasbourg, dans le cadre du Congrès européen « Vie naturelle », le 9 novembre 1975, en compagnie de Konradin Kreuzer, ingénieur chimiste et antinucléaire suisse (à ne pas confondre avec le compositeur allemand Conradin Kreutzer).

## Distinctions
- 1954 : premier prix (or) de la Ligue autrichienne de Conservation de la Nature (Naturschutzbund Österreich (de))
- 1960 : docteur honoris causa de l'université d'Amsterdam[28],[99]
- 1980 : distinction honorifique (Cup of Honor) de la ville de Salzbourg
- 1986 : docteur honoris causa de l'université des sciences agricoles de Vienne[28]
- 2004 : croix d'honneur autrichienne des Sciences et Art

## Controverses
Schwab est controversé en raison de son affiliation au Parti nazi (NSDAP) et de ses opinions jugées racistes qui ont influencé ses publications. L'Union mondiale pour la protection de la vie qu'il a fondé en 1958, ainsi que sa revue périodique Lebensschutz (Protection de la vie), ont été accusées de proximité avec différents partis nationalistes et tendances d'extrême droite.
En 1960, la branche allemande (Sektion Deutschland) (WSL-D) de l'Union mondiale pour la protection de la vie (WSL) est fondée, avec comme premier président, le Dr Walter Gmelin (de), ancien avocat, défenseur des nazis et de l’euthanasie. Le nombre de membres augmente rapidement et, en 1970, le WSL a une réelle influence dans le mouvement écologique, avec une présence dans 32 pays. De 1974 à 1982, cette branche allemande est dirigée par Werner Georg Haverbeck (de) et devient l'une des organisations les plus visibles dans le mouvement antinucléaire allemand. Malgré tout, en 1985, la branche allemande (WSL-D) est bannie de l’association en raison de sa proximité et de ses activités nationalistes et de ses tendances d'extrême-droite. En 2001, la WSL-D annonce sa dissolution.
Aussi, Günther Schwab a travaillé notamment comme conseiller à la Société d'anthropologie biologique, d'eugénisme et de recherche comportementale (Gesellschaft für biologische Anthropologie, Eugenik und Verhaltensforschung (de), ou GfbAEV), groupe privé de recherche fondé en 1962 à Hambourg autour d'un projet scientifique de défense du racialisme et de l'eugénisme.
Günther Schwab est parfois considéré comme partisan de l'idéologie nazie Blut und Boden (« le sang et le sol »).
Par ailleurs, Gaston-Armand Amaudruz, militant néonazi et révisionniste suisse, fait référence aux travaux de Günther Schwab dans certains de ses ouvrages, notamment au sujet des « aberrations de la ploutocratie industrielle avancée » ou encore de l'explosion démographique et de la « destruction des forêts dans les zones tropicales et subtropicales et leur remplacement par le désert » (voir déforestation).
Pour autant, la question se pose de séparer l’œuvre de son auteur comme Marcel Proust le proposera avec son recueil de critique Contre Sainte-Beuve. Par exemple, la question peut également se poser avec le concitoyen de Schwab, Herbert von Karajan, célèbre chef d'orchestre autrichien (résidant à Salzbourg) également adhérant au Parti Nazi, à partir de 1935.
Par ailleurs, Schwab semble dénoncer l'eugénisme - bien que cette idéologie lui soit attribuée - ainsi que le contrôle des naissances et encourage plutôt le darwinisme social. Il dénonce également l'idéologie de race supérieure et le principe d'une supériorité des « nations civilisées ».
Le docteur Frank Uekötter (de) démontre que les environnementalistes allemands n'invoquent pas leurs compatriotes Günther Schwab ou Ernst Rudorff avec le même enthousiasme dont font preuve les environnementalistes américains pour parler de Rachel Carson ou John Muir. Les environnementalistes allemands cherchent à s'éloigner de leurs prédécesseurs jugeant leurs idées sur la préservation de l'environnement autoritaires et conservatrices. Ceci a pour but de mieux mettre en avant l'environnementalisme démocratique et gauchiste de la fin du XXe siècle. Ainsi, les allemands, choisissant une approche militante en fonction des préférences politiques du moment, face aux américains prêts à poursuivre une fière tradition, ont vu un écart important se creuser entre les anciennes générations et les nouvelles. C'est aussi ce qui peut, en partie, expliquer la perte de notoriété de Schwab.

## Notoriété
Bien que jouissant d'une grande popularité à son époque, Günther Schwab est rapidement tombé dans l'oubli et notamment en France. Best-seller dans plusieurs pays,,,,,,, il ne connaitra pas la même popularité en France, Pierre Fournier ira jusqu'à évoquer un « best-seller partout sauf en France ».
Pierre Duverger l'explique ainsi dans sa signature de la quatrième de couverture de la réédition de 2009 de l'ouvrage Psychologie politique et la défense sociale de Gustave Le Bon (première édition de 1911) : « Ce livre a tout dit : C'est pourquoi sa lecture peut amener à désespérer. Publié il y a 3/4 de siècle, fruit de 50 années de méditations du docteur Gustave Le Bon (Il avait 70 ans en 1911), il symbolise l'inutilité des bons écrits et le sens morbide que nous avons à suivre surtout les mauvais bergers. Des hommes comme Le Bon, Alexis Carrel ou Günther Schwab, n'étant pas des discoureurs politiciens à l'affût de suffrages, ne sont jamais écoutés. ».
Dans son ouvrage concernant l'effet Petkau (en), Ralph Graeub apporte les éléments suivants : « Il faut mentionner le professeur G. Schwab, qui, il y a trente ans déjà, a essayé de secouer l'opinion publique par son livre La Danse avec le Diable [...] il a démontré, en grand penseur, les dommages faits à la nature, les a analysés et prouvés. Les défenseurs des intérêts nucléaires se sont jetés sur lui et ont essayé de forcer le gêneur à retirer son livre de la vente. ».
Cependant, il est encore cité et conseillé par de grandes figures actuelles, telles que Pierre Rabhi, célèbre essayiste et agroécologiste français, fondateur du mouvement Colibris. En effet, ce dernier considère Schwab comme un auteur « éveilleur de conscience », le considérant également comme faisant partie « des êtres sensibles, des écologistes réels [ayant] essayé d'attirer l'attention », il cite ce dernier au même titre que Fairfield Osborn (La Planète au pillage), Rachel Carson (Printemps silencieux) et Robert Hainard (Expansion et nature, une morale à la mesure de notre puissance).
Camille Arambourg, professeur au Muséum national d'histoire naturelle de Paris et membre de l'Académie des sciences signe, dans le n°72 de la revue Lumières dans la nuit, en 1964, un article qualifiant de « magistral » l'ouvrage de Schwab.
Günther Schwab sera cité par Raoul Lemaire et Jean Boucher (tous deux considérés comme les fondateurs de l'agriculture biologique en France) dans le Précis scientifique et pratique de culture biologique (méthode Lemaire-Boucher) et sera également rapproché et comparé à André Birre, fondateur de l'association Nature et progrès. Günther Schwab et André Birre seront évoqués, ensemble, par le Mouvement d'action écopolitique (MAE) dans l'ouvrage De l'angoisse à l'espoir... par la Route Verte en tant que précurseurs du terme biopolitique (voir « Cahiers de la biopolitique » d'André Birre). Schwab sera également cité, dans ce même ouvrage, aux côtés de Paul-Émile Victor, Jacques-Yves Cousteau, Jean Rostand, René Dumont, Théodore Monod, Alain Bombard, Philippe Lebreton, Pierre Samuel, Pierre Pellerin, Robert Blakith, Arthur Tamplin et Haroun Tazieff comme faisant partie de ces « éminentes personnalités courageuses [qui] se sont toujours trouvées à la pointe du combat, apportant leur caution scientifique et morale à d'inombrables manifestations d'inquiétude ».
Il sera également cité par Laurent Samuel (fils de Pierre Samuel), dans la revue écologique Survivre... et vivre et sera rapproché, sur le sujet de l'alimentation (« La cuisine du diable »), de l'ouvrage La terre chauve : Aliments pollués de Maurice Pasquelot et de l'ouvrage « The poisons in your food » de William F. Longgood.
Le Dr Salim Laïbi, pamphlétaire français, conclut son livre La Faillite du monde moderne : Aux premières loges d'un chaos planifié de cette façon : « Pour finir, il me semble intéressant de relier ce modeste travail, qui touche ici à sa fin, à celui de l'Autrichien Günther Schwab, notamment dans son livre, Danse avec Le diable [...]. Très documenté et précis, G. Schwab dresse un portrait millimétré de la décadence moderne » tout en concluant son ouvrage par une citation de Mondo, démon du Progès dans La Danse avec le Diable : « Aujourd'hui, avec fierté et satisfaction, je peux affirmer que nous touchons au chaos final. »,. Salim Laïbi évoque également Günther Schwab dans son ouvrage La dérive Skyrock : danse avec Bellanger (voir condamnation de Pierre Bellanger, PDG de Skyrock, pour « corruption de mineure ») en indiquant que La Danse avec le Diable « a influencé tous les mouvements écologistes des années soixante » et ajoute que « le livre regorge de références et de chiffres issus d'études scientifiques de l'époque, ce qui le rend [...] très serieux ». Laïbi complète que l'ouvrage « reste d'ailleurs étonnamment d'actualité au vu de la catastrophe écologique vers laquelle nous nous dirigeons. ».
Aussi, Pierre Fournier, l'un des premiers antinucléaires français, rédacteur, dessinateur à Hara-Kiri puis à Charlie Hebdo et créateur du journal La Gueule ouverte, qualifiera La Danse avec le Diable, de « bible de l'anti-pollution », de « profondément révolutionnaire » et de « marrant dans le genre vengeur » car décrivant une « réalité apocalyptique réelle et effroyable »,.
Dans l'ouvrage Critiques-Théoriques d'Alain de Benoist, Günther Schwab est cité aux côtés de Barbara Ward, George Evelyn Hutchinson et Rachel Carson, comme auteur ayant participé au premier essor de l'écologisme, dans les années soixante. Alain de Benoist rapproche également Schwab de Jean Dorst (La nature dé-naturée), de Barry Commoner (Quelle terre laisserons-nous à nos enfants ?) de Gordon Rattray Taylor (Le Jugement dernier) ainsi que d'Édouard Bonnefous (L'Homme ou la nature ?).
Il est également rapproché de Barry Commoner, Rachel Carson, Robert Hainard, Fairfield Osborn ainsi que de Pierre Teilhard de Chardin par Lionel Astruc et de Henri-Charles Geffroy par le journaliste Henri Servien, et le naturopathe Daniel Kieffer,.
Sur la question du dérèglement climatique, Schwab est également rapproché de Charles Fourier, dans la revue Autogestion et socialisme (voir Marxisme autogestionnaire).
Enfin, Günther Schwab est cité dans la bibliographie de la revue mensuelle Techniques de Vie no 29 de Célestin Freinet et Élise Freinet, créateurs de la pédagogie Freinet (ainsi que dans la revue Amis de Freinet et de son mouvement no 38).
Schwab est également mentionné dans la revue Femmes suisses et le Mouvement féministe, fondé par Émilie Gourd, sur le sujet de la conservation des fruits et en particulier du gazage des agrumes (usage du biphényle).
De manière plus anecdotique, Günther Schwab est évoqué dans l'épilogue de l'ouvrage La Prophétie musicale dans l'histoire de l'humanité : précédée d'une étude sur les nombres et les planètes dans leurs rapports avec la musique d'Albert Roustit, de cette manière : « Qu'on l'admette ou non, le monde va à son suicide, entraîné follement et aveuglement par la « danse avec le diable », selon l'expression de Günther Schwab ».

## Ouvrages

### Français
- Günther Schwab (trad. de l'allemand par Jean Choisel), La Danse avec le Diable : une interview fantastique [« Der Tanz mit dem Teufel »], Paris, Éditions de La Colombe, Éditions du Vieux Colombier, 1963, 286 p. (BNF 33169814, SUDOC 099089726)
- Günther Schwab (trad. de l'allemand par Jean Choisel), La Danse avec le Diable : une interview fantastique [« Der Tanz mit dem Teufel »], Paris, Le Courrier du Livre, 1969, 288 p. (ISBN 978-2-7029-0797-9, BNF 33169815, SUDOC 032330308)
- Günther Schwab (trad. de l'allemand par Jean Choisel), La Danse avec le Diable : une interview fantastique [« Der Tanz mit dem Teufel »], Paris, Le Courrier du Livre, 1975, 285 p. (ISBN 2-7029-0011-9, BNF 34549762)
- Günther Schwab (trad. de l'allemand par Jean Choisel), La Danse avec le Diable : une interview fantastique [« Der Tanz mit dem Teufel »], Paris, Le Courrier du Livre, 2010, 289 p. (ISBN 978-2-7029-0797-9, BNF 42242573, SUDOC 146106318)
- Günther Schwab (trad. de l'allemand par Germaine Claretie), La Cuisine du Diable [« Des Teufels Küche »], Paris, Éditions de La Colombe, Éditions du Vieux Colombier, 1964, 189 p. (BNF 33169812, SUDOC 105817759)
- Günther Schwab (trad. de l'allemand par Germaine Claretie), La Cuisine du Diable [« Des Teufels Küche »], Paris, Le Courrier du Livre, 1968, 192 p. (BNF 33169813, SUDOC 150159943)
- Günther Schwab (trad. de l'allemand par M. et Mme F. Armand, préf. Jean Choisel, postface Jean Choisel), Les Dernières Cartes du Diable, Paris, Le Courrier du Livre, 1968, 224 p. (BNF 33169816, SUDOC 128281227)
- Günther Schwab, Révolte pour la vie, Mandres-les-Roses, Éditions de La Vie claire (C.E.V.I.C.), 1969, 32 p. (présentation en ligne)
- Günther Schwab (trad. de l'allemand par Michel Remy, préf. Dr Sicco Mansholt), Les Centrales atomiques du Diable. Du nouveau, de l'inédit, de l'interdit sur la fission atomique "pacifique" [« Morgen holt dich der Teufel »], Mandres-les-Roses, Éditions de La Vie claire (C.E.V.I.C.), 1975, 272 p. (BNF 34571961)

### Allemand
- (de) Mensch ohne Volk, (publié dans la série « Culture allemande » par la maison d'édition centrale du Parti nazi), Franz Eher Nachfolger, 1935, 291 p.
- (de) Mensch ohne Volk, Vienne, Verlag W. Scheuermann, 1935, 291 p. (SUDOC 105817740)
- (de) Der Wind über den Feldern, Wien, Leipzig, Tieck Verlag, 1937
- (de) Kamerad mit dem haarigen Gesicht, Vienne, Wilhelm Frick Verlag, 1941
- (de) Das Glück am Rande, Vienne, Walther Scheuermann Verlag, 1949
- (de) Abenteuer am Strom (version légèrement modifée du roman Mensch ohne Volk), 1949
- (de) Land voller Gnade, Vienne, Kremayr und Scheriau, 1952 (BNF 32621130)
- (de) Der Förster Vom Silberwald, Bonn, Munich, Wien, Bayerischer Landwirtschaftsverlag, 1956
- (de) Das heilige Erbe (scipt basée sur une idée de Franz Mayr-Melnhof, Regie : Alfred Solm), 1956
- (de) Der Tanz mit dem Teufel : Ein abenteuerliches Interview, Hanovre, Adolf Sponholtz Verlag, 1958, 492 p. (SUDOC 179423916)
- (de) Des Teufels Küche, Hanovre, Adolf Sponholtz Verlag, 1959
- (de) Trost bei Tieren : Vom schenkenden Herzen unserer Mitgeschöpfe, Rüschlikon, Albert Müller, 1960
- (de) Klufttektonische Untersuchungen der Nordlausitzer Grauwackenformation unter Berücksichtigung der Gesteinsklüftung des Lausitzer Zweiglimmergranits. Abhandlungen zur Geotektonik Nr. 21, Berlin, Akademie-Verlag, 1962, 80 p. (SUDOC 020102437)
- (de) 7 Dackel und Marisa, Salzbourg, Das Bergland-Buch, 1965
- (de) Im Banne der Berge. Die Geschichte eines Bergführers, Vienne, Verlag für Jugend und Volk, 1966, 155 p. (SUDOC 130132861)
- (de) Kamerad Hund, Klagenfurt, Kaizer, 1967
- (de) Morgen holt dich der Teufel, Salzbourg, Verlag Das Bergland-Buch, 1968
- (de) Schicksal in deiner Hand : der Mensch zwischen heute und morgen, Salzbourg, Das Bergland-Buch, 1974, 96 p. (ISBN 3-7023-0032-5)
- (de) Die Leute von Arauli, Vienne, Kremayr und Scheriau, 1976, 544 p. (ISBN 978-3-21800-287-5)
- (de) Heute kann man darüber lachen... : Panoptikum eines jungen Lebens, Vienne, Sensen-Verlag, 1978, 345 p. (SUDOC 062527460)
- (de) Schwer, ein Mensch zu sein : Fast ein Roman, Vienne, Sensen-Verlag, 1981, 301 p. (ISBN 978-3-90013-070-1)
- (de) Verspielt die Zukunft nicht, Salzbourg, Das Bergland-Buch, 1984, 351 p. (ISBN 3-7023-0168-2)
- (de) Geld oder Leben : Aufruf zur Umkehr, Steyr, Ennsthaler, 1989, 167 p. (ISBN 978-3-85068-305-0)
- (de) Kamerad mit dem haarigen Gesicht, Hamelin, Richarz CW Niemeyer Verlag, 1991, 212 p. (ISBN 978-3-8758-589-52)
- (de) Geliebtes Leben : Auslese und Sammlung, Steyr, Ennsthaler, 1991, 120 p. (ISBN 3-85068-341-9)
- (de) Pierre und Eveline : Fieberkurve einer Liebe, Steyr, Ennsthaler, 1992, 166 p. (ISBN 3-85068-367-2)
- (de) Der Förster Vom Silberwald : (Echo der Berge) ; Roman, Hamelin, Niemeyer, 1993, 280 p. (ISBN 3-87585-896-4)
- (de) Geliebter Berg, Steyr, Ennsthaler, 1995, 136 p. (ISBN 3-85068-472-5)
- (de) Des Teufels sanfte Bombe, Sponholtz-Verlag, 1999, 319 p. (ISBN 3-87766-046-0)

### Préface
- Jean Choisel (préf. Günther Schwab), Les Racines du mal : causes profondes de la folie suicidaire de l'humanité, Le Bousquet-d'Orb, Jean Choisel, 1973, 196 p. (SUDOC 009545093)
- Jean Choisel (préf. Günther Schwab), Les racines du mal : causes profondes de la folie suicidaire de l'humanité, Hengoat, Les Éditions de Cristal, 2017, 376 p. (ISBN 979-10-97511-50-0, BNF 45272140)